# 精文館書店

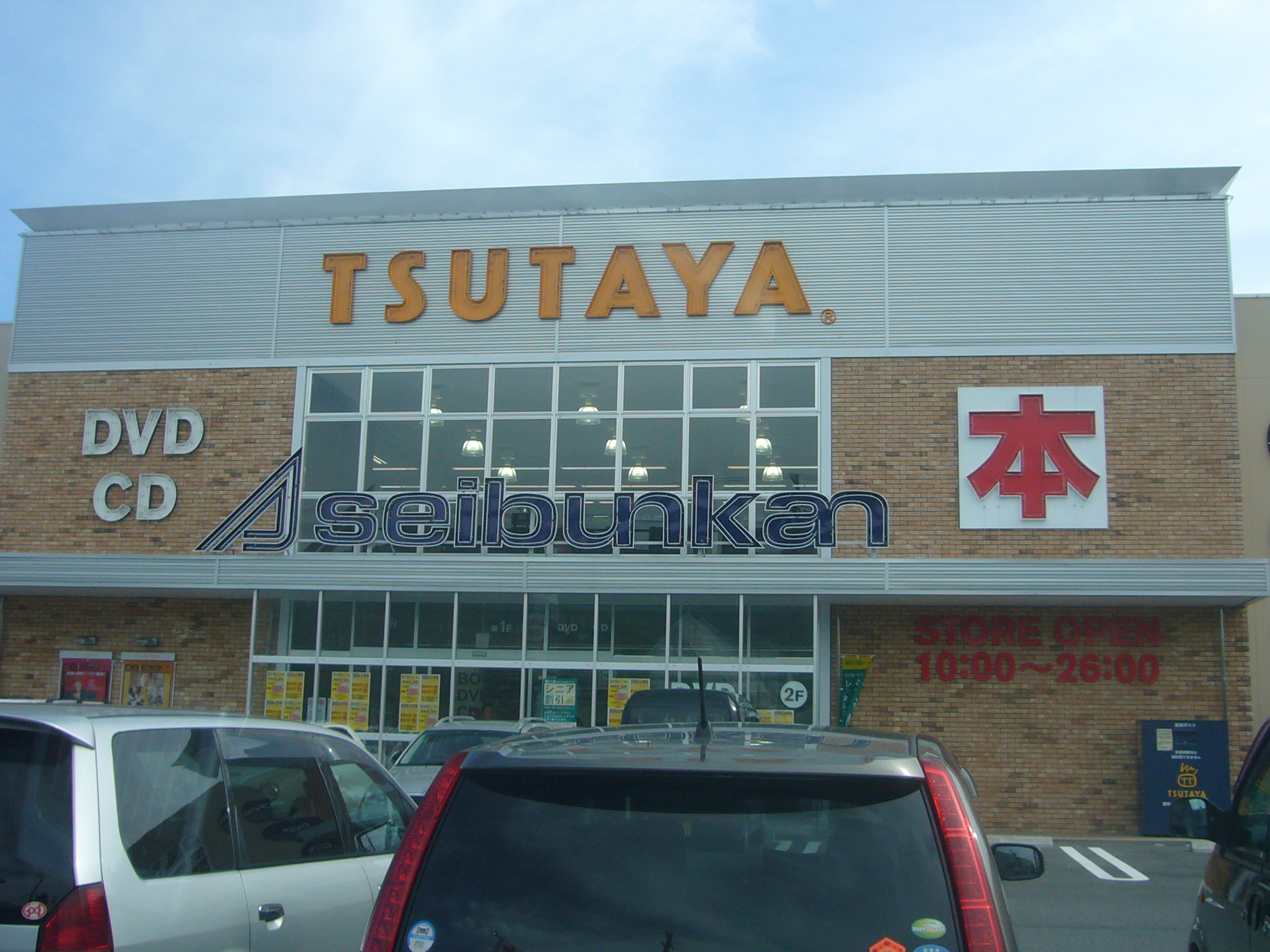
蒲郡三谷店

株式会社精文館書店（せいぶんかんしょてん）は、日本の書店チェーンである。

## 概要
愛知県東三河地方を中心に、愛知県、静岡県、埼玉県、神奈川県、千葉県に店舗を有する。600坪から1,000坪級の郊外型複合店を中心に約50店舗を展開している。愛知県豊橋市にある本店は東海地区最大の売場面積1500坪の総合書店である。

## 歴史
1923年（大正12年）2月、木和田為作によって豊橋市の常盤通りに精文館書店が創業された。太平洋戦争中の1945年（昭和20年）6月には豊橋空襲で建物が焼失したが、戦後まもなく豊橋市広小路一丁目6番地の現在地で営業を再開した。1967年（昭和42年）、出火により全焼したものの、1969年（昭和44年）には1,881 m2の本店を新築した。2004年（平成16年）には本店を増床して4,950 m2とした。

## 特色
書籍仕入れの主要取引先は日本出版販売。本店は、歴史書懇話会、人文会、工学書協会等、有力出版団体の特約常備店として、人文科学、社会科学、理工学などの専門書を得意分野としているほか、コミック、コンピュータゲーム攻略本などでも国内有数の売り上げを誇っている。一部店舗ではプラモデル、トレーディングカードなどを販売するホビーショップ事業も展開。また、2005年（平成17年）からはTSUTAYAと提携し、書籍・文具、CD・DVDのレンタル及び販売を複合した店舗を積極展開している。

## 営業中の店舗
2024年（令和6年）11月現在。店舗所在地の記載は、かつて使用されていたブックカバーの店舗紹介欄の表記（現店舗名除く）。

### 愛知県
豊橋市
- 豊橋本店
  - 豊橋駅前
  - ホビーステーション豊橋店
- 汐田橋店
  - TSUTAYA汐田橋店
- 三ノ輪店
  - TSUTAYA三ノ輪店
- 幸店（FC→直営化）
- 豊橋東店（旧ミヤガワ精文館・宮川店→東店、書籍FC）
  - 市電競輪場前
  - TSUTAYA豊橋東店
- 南店（旧大清水店、FC）
  - 豊橋南高校横
- 北部店（旧北部精文館、FC）
  - 桜丘高校横

東三河地域
- 豊川店（豊川市）
- 蒲郡店（蒲郡市）
  - TSUTAYA蒲郡店
- 蒲郡三谷店（蒲郡市）
- 新田原店（田原市）
- 新城店（新城市）

その他地域
- 新豊田店（豊田市）
- イオンスタイル豊田店（豊田市）
- 豊田西店（豊田市、FC）
- 幸田店（こうた精文館、額田郡幸田町）
  - 東海道線三ヶ根駅前
- 西尾店（西尾市）
- 新高浜店（高浜市）
- 安城店（安城市）
- 中島新町店（名古屋市中川区）
  - TSUTAYA中島新町店
- 尾張一宮店（一宮市）
  - TSUTAYA尾張一宮店
- 津島店（津島市）
  - TSUTAYA津島店
- 新津島店（津島市）
  - TSUTAYA新津島店
- 荒尾店（東海市）
  - TSUTAYA荒尾店
- 豊明店（豊明市）
  - TSUTAYA豊明店
- TSUTAYA BOOKSTORE ららぽーと愛知東郷（愛知郡東郷町）

### 岐阜県
- TSUTAYA BOOKSTORE モレラ岐阜（本巣市）

### 静岡県
- 領家店（浜松市中央区）
  - TSUTAYA領家店
- 佐鳴台店（浜松市中央区）
  - TSUTAYA佐鳴台店
- 豊田町店（磐田市）
  - TSUTAYA豊田町店
- 御殿場店（御殿場市）
  - TSUTAYA御殿場店

### 神奈川県
- 下瀬谷店（横浜市瀬谷区）
- TSUTAYA BOOKSTORE 相鉄ライフ三ツ境（横浜市瀬谷区）
- TSUTAYA BOOKSTORE ゆめが丘ソラトス（横浜市泉区）

### 千葉県
- イオンおゆみ野店（千葉市緑区）
- 花見川店（千葉市花見川区）
  - TSUTAYA花見川店
- 市原五井店（市原市）
  - TSUTAYA市原五井店
- TSUTAYA BOOKSTORE テラスモール松戸（松戸市）
- 木更津店（木更津市）
  - TSUTAYA木更津店

### 埼玉県
- ハレノテラス東大宮店（さいたま市見沼区）
  - TSUTAYAハレノテラス東大宮店
- 北本店（北本市）
  - TSUTAYA北本店
- TSUTAYA BOOKSTORE グランエミオ所沢（所沢市）

### 大阪府
- TSUTAYA BOOKSTORE ららぽーと堺（堺市美原区）

### 兵庫県
- TSUTAYA BOOKSTORE エキソアレ西神中央（神戸市西区）

## 過去に存在した店舗

### 愛知県
豊橋市
- 名豊ビル店（名豊精文館）
  - ハイショップ名豊4F
- 豊橋丸栄店（丸栄精文館）
  - 豊橋丸栄9F
- 下地店
- むろ精文館（FC）
  - 豊橋市牟呂町
- 牛川レマン精文館（牛川精文館、FC）
  - ジョイショップレマン牛川内
- ココラフロント店
  - ココラフロント1F
- マルヨ精文館（FC）
  - ショッピングプラザマルヨ内
- おだかの精文館（FC）
  - 豊橋市東小鷹野町
- 仲ノ町精文館（FC）
  - ジョイショップレマン仲ノ町内
- とよおか精文館（FC）
  - 西岩田町
- 花田精文館（FC）
  - 蒲郡街道沿い
- 二川精文館（FC）
  - 二川レマン内
- やよい精文館（FC）
  - 豊橋市弥生町
- いむれ精文館（FC）
  - 豊橋市飯村町
- 大清水精文館（FC）
  - 渥美線大清水駅横
- イトーヨーカドー店
  - イトーヨーカドー豊橋店2F（現・MEGAドン・キホーテ豊橋店）
- TSUTAYA牧野店
  - 小松原街道北山交差点そば（現・ペットワールドアミーゴ豊橋牧野店）
- 技科大店
  - 豊橋科学技術大学内
- 高師店（FC）
  - 豊橋市上野町（現・ゲンキー高師店）
  - TSUTAYA高師店
- 二川店
  - 二川幼稚園北

東三河地域
- しんなかや精文館（豊川市、FC）
  - 小坂井町
- みと店（みと精文館、豊川市、FC）
  - 宝飯郡御津中学校前
- 中央精文館（豊川市、FC）
  - 豊川市中央通り
- 本野精文館（豊川市、FC）
  - 豊川市本野町ほんのショッピングセンター内
- 一宮店（豊川市）
- 上新切店（一宮精文館、豊川市）
  - 三河一宮役場前
- 田原店（たはら精文館、田原市、FC）
  - シロキヤショッピングセンター内
- 田原生協店（田原市）
  - 蔵王山口
- かたはら精文館（蒲郡市、FC）
  - 蒲郡市形原町天神裏
- あらしま精文館（蒲郡市、FC）
  - 蒲郡市府相町
- しんしろ精文館（新城市、FC）
  - 飯田線新城駅前
- TSUTAYA新城店（新城市）

その他地域
- 豊田店（豊田精文館書店、豊田市）
  - 豊田市下市場町
- 三軒町生協店（豊田市）
  - 豊田市三軒町
- トヨタ生協店（豊田市）
  - トヨタ生協本部店1F
- 五ヶ丘精文館（五ケ丘店、豊田市）
  - 豊田市五ヶ丘団地内
- FASもとまち精文館（豊田市、FC）
  - 豊田マクドナルド元町店となり
- 豊田プラザ店（名鉄プラザ店、豊田市)
  - 名鉄豊田市駅1F
- 高浜店（高浜市、FC）
  - 高浜市湯山町
- 香久山精文館（日進市、FC）
- 武豊店（知多郡武豊町、FC）
  - スーパーヤマナカ武豊店となり
- 東浦精文館（知多郡東浦町、FC）
  - 知多郡東浦町大字生路
- ホビーステーション八事店（名古屋市昭和区）
- 名古屋本郷店（名古屋市名東区）
  - TSUTAYA名古屋本郷店
- 一宮南店（一宮市）

### 静岡県
- 新所原精文館（湖西市、FC）
  - 新所原駅前
- 白須賀精文館（湖西市、FC）
  - 湖西市白須賀
- 高塚店（浜松市）

### 東京都
- TSUTAYA BOOKSTORE 八王子オーパ（八王子市）

### 神奈川県
- 下永谷店（横浜市港南区）

### 千葉県
- おゆみ野店（千葉市緑区）
  - TSUTAYAおゆみ野店
- 仁戸名店（千葉市中央区）
- 辰巳台店（市原市）

### 埼玉県
- 狭山店（狭山市）
  - 西武新宿線狭山市駅前

## 関連会社
関連会社として株式会社精文館があり、こちらでは不動産賃貸及び出版を行っている。本社所在地は精文館書店と同じ。出版部は東京都千代田区飯田橋1-5-9にあり、自動車整備士試験の参考書を専門に発行している。